# Hans-Joachim Borzym
Hans-Joachim Borzym (* 7. Januar 1948 in Brandenburg an der Havel) ist ein ehemaliger deutscher Ruderer und Trainer.
Borzym war Schlagmann im Männer-Achter der Deutschen Demokratischen Republik bei den Olympischen Sommerspielen 1972 in München. Dort gewann er gemeinsam mit Jörg Landvoigt und Bernd Landvoigt die Bronzemedaille.
Nach dem Ausscheiden aus dem aktiven Leistungssport 1976 widmete er sich als Trainer der Ruderausbildung in der DDR. Als Trainer befasste er sich mit der Messbootanalyse sowie der Planung und Durchführung des Trainings. Zwei Jahre nach der Wende 1989 eröffnete Borzym zusammen mit seiner Frau Petra Borzym ein Sportfachgeschäft in Brandenburg an der Havel. Im Jahr 2006 ging Borzym für ein Jahr nach China, um die Provinzauswahl der chinesischen Provinz Shandong für die dortigen Ruder-Landesmeisterschaften zu trainieren. Von 2010 bis 2013 ging Borzym erneut nach China, diesmal in die Provinz Liaoning. Er war dort als verantwortlicher Trainer für diese Provinz tätig. 
Borzym ist Mitglied im Ruder-Klub Werder Havel.